# 威廉斯山
83°42′S 58°55′W / 83.700°S 58.917°W
威廉斯山（英語：Williams Hills）是南極洲的山峰，位於伊利沙伯女皇地，屬於彭薩科拉山脈中尼普頓山脈的一部分，處於柴爾德斯冰川以南，根據美國地質調查局的測量和美國海軍的空中照片被繪入地圖。